# Wo die alten Wälder rauschen
Wo die alten Wälder rauschen ist ein deutscher Heimatfilm von Alfons Stummer aus dem Jahr 1956.

## Handlung
Der verwitwete Bauingenieur Harald Rehm fährt mit seinem Sohn Nils und dessen Erzieherin Margret Bruhn zum Urlaub in die Berge. Kaum im Hotel Schattenhorn angekommen, steckt Rehm bereits mitten in der Arbeit, setzt Briefe auf und führt Telefonate: Seine Firma realisiert gerade am Riederstein oberhalb des Ferienortes ein Kraftwerk. Nils, der sich auf den gemeinsamen Urlaub mit dem Vater gefreut hat, ist enttäuscht. Seine Eifersucht auf Margret führt zudem dazu, dass er ihr gegenüber immer ablehnender wird, was dem Vater, der Margret liebt, missfällt. Diese lernt auf ihren Wanderungen durch die Wälder den Fotografen Klaus Baumgartner kennen, der sich als Bauleiter von Rehms Riederstein-Projekt entpuppt. Er trägt schwer an der Last, für den Tod von drei Arbeitern verantwortlich zu sein, hat es auf der vorherigen Baustelle doch einen schweren Zwischenfall gegeben, den alle auf falsche Berechnungen Baumgartners zurückführen.
Der häufig allein herumstreunende Nils freundet sich mit dem Bauernjungen Loisl an, der als Waisenkind von der Gemeinde beim Bauer Pichlmoser untergebracht wurde. Dieser schlägt Loisl bei jeder Kleinigkeit, wofür sich Nils an ihm rächt. Als Rehm seinem Sohn androht, ihn in ein Internat zu stecken, sollte er sich der sichtlich um ihn bemühten Margret gegenüber nicht besser verhalten, beschließt Nils, mit Loisl über die Grenze in die Schweiz zu fliehen. Hier wohnt ein Onkel von Nils, der beide sicherlich bei sich aufnehmen würde. Rehm muss für einige Tage geschäftlich den Ort verlassen – beim damaligen Zwischenfall auf der Baustelle, bei dem drei Menschen ums Leben gekommen waren, wurde Baupfusch betrieben, für den Baumgartner nichts konnte und der nun sehr zu Rehms Missfallen öffentlich gemacht zu werden droht. Weil Baumgartner sich vor Margret wenig später Vorwürfe wegen der Toten macht und sogar plant, seine Arbeit auf der Riederstein-Baustelle niederzulegen, berichtet ihm Margret von den wahren Gründen für den Unfall. Baumgartner ist empört, dass Rehm die Wahrheit aus Feigheit vor einem Skandal vor allen verheimlicht hat. Margret bleibt über Nacht bei Baumgartner, hat sie sich doch in ihn verliebt.
Nils und Loisl reißen in der Nacht gemeinsam aus und nehmen Loisls Hund Lumpi mit. Die Flucht gen Schweiz ist jedoch von zahlreichen Zwischenfällen geprägt, die ihre Pläne scheitern lassen, so haben sie schon bald kein Essen mehr (der von Pichlmoser schlecht versorgte Lumpi hatte sie in einem unbeobachteten Moment verspeist) und Nils’ Rucksack geht verloren, nachdem er in einen reißenden Gebirgsbach gefallen ist. Schließlich geraten die drei in Bergnot, aus die sie sich nicht mehr selbst befreien können. Margret hat unterdessen Nils' Fehlen bemerkt, kann jedoch die Polizei nicht zum Handeln bewegen. Sie ruft Rehm zurück in den Ort, der schließlich Baumgartner bittet, die Jungen zu bergen. Obwohl dieser ihm sein Verhalten nach dem Baustellen-Unfall nicht verzeihen kann, sammelt er die Bergretter um Burgstaller um sich. Sie finden mithilfe von Lumpi Nils und Loisl und retten sie aus den Bergen, sodass die Flucht der Kinder ein gutes Ende nimmt.
Der Film endet damit, dass sich Rehm sowohl mit seinem Sohn als auch mit Baumgartner aussöhnt. Zudem kauft er Loisl und Lumpi von Pichlmoser frei, damit sie bei ihm und Nils leben können. Margret hat ihren Platz an der Seite von Baumgartner gefunden.

## Produktion
Der Film wurde von der Produktionsfirma KG Divina GmbH & Co. hergestellt. Die Firma gehörte Ilse Kubaschewski, die zugleich Inhaberin des Erstverleihs Gloria-Film GmbH & Co. Filmverleih KG war.
Die Atelieraufnahmen entstanden im Divina-Studio Baldham, die Außenaufnahmen in Lienz. Die Kostüme schuf Claudia Herberg, die Filmbauten stammen von Gabriel Pellon. Die Filmmusik wurde vom Symphonie-Orchester Kurt Graunke eingespielt.
Der Film erlebte am 14. September 1956 im Hannover Palast seine Premiere.

## Kritik
Für den film-dienst war Wo die alten Wälder rauschen ein „kitschig inszenierter Heimatfilm mit einigen schönen Landschafts- und Tieraufnahmen, der weder Spannung noch Anteilnahme aufkommen läßt.“ „Es rauscht im Wald, das lässt uns kalt“, reimte Cinema. „[S]olche Uralt-Plotten vom ZDF-Lerchenberg [hätten] längst ein zünftiges Waldsterben verdient“, befand Der Spiegel anlässlich einer Fernsehaufführung des Films 1989.